# Wulmstorf (Neu Wulmstorf)
Wulmstorfⓘ (plattdeutsch Wulmsdörp) ist ein Ortsteil der Einheitsgemeinde Neu Wulmstorf im Landkreis Harburg im nordöstlichen Niedersachsen in der Metropolregion Hamburg. Bis zum 11. Dezember 1964 trug auch die Gemeinde den Namen Wulmstorf. Sie wurde in Neu Wulmstorf umbenannt, als der neue Kernort an der Bundesstraße 73 durch den Siedlungsbau sehr viel größer wurde. Durch die Eingemeindung Daerstorfs am 1. Januar 1970 entstanden Daerstorf und Wulmstorf als Ortsteile. Wulmstorf ist dementsprechend keine ehemalige Gemeinde.

## Nachbarorte
Im Süden grenzt Wulmstorf an Daerstorf, im Norden an Neu Wulmstorf, im Osten an die Fischbeker Heide und den südlichsten Teil Hamburgs und im Westen an Ketzendorf im Landkreis Stade. Naturräumlich teilt liegt Wulmstorf am Nordwestrand der Schwarzen Berge.

## Verkehr
Wulmstorf liegt an der L 235 zwischen Neu Wulmstorf und Daerstorf und ist über die Bahnstrecke Hamburg-Harburg-Cuxhaven, die als Hamburger S-Bahn betrieben wird, erreichbar. In der Nähe befinden sich auch die Anschlussstellen Rade der A 1 und Heimfeld der A 7. Mit der geplanten A 26 von Stade nach Hamburg wird die Gemeinde weiter erschlossen. Weitere Fernverkehrsstraßen sind die Bundesstraße 73 und die Bundesstraße 3. Weiterhin binden die Busunternehmen HVV und KVG Wulmstorf an die umliegenden Gemeinden an.

## Geschichte
Wulmstorf wird erstmals im Jahr 1197 in einer Stiftungsurkunde des Alten Klosters in Buxtehude erwähnt. Im Jahr 1902 zerstört ein Großbrand ausgehend vom Schulhaus an die Hälfte des Dorfes.
Ende des Zweiten Weltkrieges kommt es bis zum Nachmittag des 20. April in der Gegend von Wulmstorf und Daerstorf zu schweren Kämpfen zwischen den vorrückenden Engländern der „A-Companie“ der Infanterieeinheit „1st Rifle Brigade“, „8th King’s Royal Irish Hussars“ und deutschen Soldaten, bei denen auch mehrere Gebäude in Flammen aufgehen.
Am Nachmittag des 20. April 1945 wurden die Orte eingenommen. Danach rückten sie nur noch bis auf den Wesenberg vor, von wo aus sie das Elbtal gut einsehen konnten und am nächsten Tag einen munitionsbeladenen Militärzug bei der Fahrt von Buxtehude nach Harburg kurz hinter dem Bahnhof Daerstorf in Brand schossen. Die Orte blieben bis zur Kapitulation Hamburgs am 3. Mai besetzt.